# 僕はパパを殺すことに決めた 奈良エリート少年自宅放火事件の真実
『僕はパパを殺すことに決めた 奈良エリート少年自宅放火事件の真実』は、草薙厚子によるノンフィクション書籍。2006年に起きた奈良自宅放火母子3人殺人事件を取材し、2007年に講談社より刊行された。

## 製作
2006年6月、奈良県田原本町で少年が自宅に放火し、3人が死亡した。加害者少年の精神鑑定を行った医師は、知人の大学教授に草薙を紹介された。医師の自宅にある事件記録を本人不在時に無断で撮影した草薙は、事件についての記事を『週刊現代』と『月刊現代』に執筆したのち、医師に事前の原稿チェックを求めないまま、本書を出版した。

## 出版
2007年5月21日に出版された本書は6月18日までに4刷（約32,000部）を重ねていたが、講談社は奈良地方検察庁が強制捜査に着手した4日後の9月18日に出庫停止を決めた。

## 作品の評価
『中国新聞』は、本書のほとんどを加害者少年の供述調書と医師の精神鑑定調書からの引用が占めていることを指摘した上で、「そのまま掲載するような方法に、表現者としての甘さはなかっただろうか」と苦言を呈したほか、「学校名や成績、家庭環境などが克明につづられていることなどにも違和感がある」として、プライバシーへの配慮について疑問視している。また、本書で事件の原因とされている父親側への直接取材が行われていない点について、「これでは、真実に迫ったとは言えまい」と批判した。鑑定調書を漏洩した精神科医師に有罪判決が言い渡されたことについては、「取材源を法廷で明らかにしてしまった」草薙と「社内の一部にあった懸念の声を無視して出版に踏み切った」講談社の姿勢が「結果的に公権力の介入を招き、言論・報道の自由を脅かすことになった」と結論づけている。

## 図書館の対応
2007年7月に東京法務局が「少年の社会復帰に悪影響を与える恐れがある」として草薙と講談社に本書の増刷中止を勧告したことを受けて、京都府亀岡市立図書館は「法務局の勧告の趣旨を尊重し、人権侵害のおそれがあると判断」して本書を除籍した。また、山形県河北町立図書館や徳島県松茂町立図書館が本書の貸し出しを中止したほか、栃木県佐野市立図書館が閲覧と貸し出しを中止、島根県松江市立図書館が閲覧と貸し出しを一時的に中止した一方、滋賀県栗東市立図書館をはじめ、「書店で手に入る本を規制することはいかがなものか」として貸し出しを続ける図書館もあり、全国の図書館で対応が分かれた。